# دييغو دي غريغوريو
دييغو دي غريغوريو (بالإسبانية: Diego de Gregorio)‏ (6 سبتمبر 1986 بسانتياغو في تشيلي - ) هو مدرب كرة قدم ولاعب كرة قدم تشيلي في مركز الهجوم. لعب مع أوداكس إيتاليانو وسانتياغو مورنينغ ‏ وديبورتيس ميليبيلا ولوتا شفاغر ‏ وسان ماركوس دي أريكا ‏ وتراساندينو دي لوس أنديس ‏ وسان أنطونيو أونيدو ‏ وUnión Temuco ‏ وA.C. Barnechea ‏ ونادي كوبريلوا ورينجرز دي تالكا.

## وصلات خارجية
- دييغو دي غريغوريو على موقع قاعدة بيانات كرة القدم.إي يو (الإنجليزية)